# مقاييس هولستيد للتعقيد
مقاييس هولستيد للتعقيد، هو مقياس قدمه موريس هاوارد هولستيد لأول مرَة في عام 1977  وهي مقاييس للبرمجيات تُحسب استاتيكيًا، بدون تنفيذ البرنامج.

## الحساب
نحتاج أولاً لحساب الأرقام التالية، لتزويد البرنامج بها:
- n1= عدد العوامل الاستثنائيّة
- n2= عدد المعاملات الاستثنائيّة
- N1 = إجمالي عدد العوامل
- N2 = إجمالي عدد المعاملات

فهناك خمسةُ مقاييسٌ يمكن حسابها، من هذه الأعداد:
- طول البرنامج: N2+N1=N
- مجموع مفردات البرنامج: n = n1 + n2
- الحجم: (V = N ×log2(n
- الصعوبة: L = (2/n1)*(n2/N2)
- الجهد:E =V/L

يتعلّق مقياس الصعوبة بالصعوبة التي يلقاها البرنامج عند الكتابة أو الفهم، مثل عندما يقوم بمراجعة الكود
تحرير انظر أيضًا
- مستوى الدالة
- مقياس سيكلوماتك

تحرير الروابط الخارجيّة
- مقاييس هولستيد - دراسة شاملة عن حساب واستخدام مقاييس هولستيد في بيئة موجّهة بالكائنات (في إشارةٍ خاصّة للجافا).
- حساب مقاييس هولستيد –قياس مقاييس هولستيد.
- [1]فهرست الصيانة في الفيجوال أستوديو لميكروسوفت وعلاقته بمقياس هولستيد للتعقيد.

## وصلات خارجية
- The Halstead metrics - Extensive discussion on the calculation and use of Halstead Metrics in an object-oriented environment (with specific reference to Java).
- Calculation of Halstead metrics - Measurement of Halstead Metrics.